# (G)I-dle
(G)I-dle (tiếng Hàn: (여자)아이들; Romaja: Yeoja Aideul, viết cách điệu là (G)I-DLE), cũng được biết đến với tên I-dle (아이들 ; Aideul) là một nhóm nhạc nữ đa quốc tịch hoạt động tại Hàn Quốc, được thành lập và quản lý bởi công ty Cube Entertainment. Nhóm hiện có 5 thành viên gồm Miyeon, Minnie, Soyeon, Yuqi, và Shuhua sau khi Soojin chính thức rời nhóm vì scandal. Nhóm chính thức ra mắt ngày 2 tháng 5 năm 2018 với mini-album đầu tay I am và ca khúc chủ đề "Latata". Một năm sau, nhóm ra mắt tại thị trường Nhật Bản vào ngày 31 tháng 7 năm 2019, dưới trướng Cube Entertainment với mini-album Latata.

## Tên gọi và fandom
Trong một cuộc phỏng vấn với The Star, trưởng nhóm Soyeon đã tiết lộ rằng cái tên "Idle" (아이들) đến với cô khi cô đang sáng tác "Idle Song". Cô ấy đã gửi nó đến công ty và cái tên được hoàn thiện sau khi trải qua cuộc thi bình chọn của công ty. Tuy nhiên, cái tên này nhận được nhiều phản ứng trái chiều ở Hàn Quốc và quốc tế vì "아이들" có nghĩa là "trẻ em" và "idle" trong tiếng Anh dùng để chỉ người trốn tránh công việc. Do đó, nhóm được đặt tên là (G)I-DLE, với "I" là viết tắt của cá nhân, "-" để thể hiện rằng cái tên đã được chia thành hai phần và "DLE" là dạng số nhiều của "I" trong tiếng Hàn, nghĩa là một nhóm gồm sáu tính cách khác nhau tập hợp lại với nhau. Khi nó được gọi, phần bên trong của dấu ngoặc đơn sẽ bị tắt tiếng. Cube Entertainment đã chính thức thông báo fandom của nhóm có tên là Neverland từ ngày 29 tháng 10 năm 2018. Neverland xuất phát từ tên của một xứ sở thần tiên nơi có cậu bé biết bay Peter Pan sinh sống. Ý nghĩa của tên gọi này đó chính là sự trường tồn mãi mãi của (G)I-DLE cùng với fan của mình. Trưởng nhóm Soyeon còn giải thích thêm rằng: "Vì chúng mình là IDLE (trẻ em) nên chúng em sống ở Neverland (nơi mà tuổi tác con người sẽ không bao giờ đổi thay)".

## Lịch sử

### Trước khi ra mắt
- Soyeon từ năm 2013 đến năm 2016, cô là vũ công phụ họa cho nhóm nhạc nam nổi tiếng BTS trong các album phát hành trong khoảng thời gian từ năm 2013 đến năm 2016.
- Miyeon từng là thực tập sinh tại YG Entertainment từ năm 2010 đến năm 2015 và nằm trong dự án PINKPUNK (hiện nay là nhóm nhạc nữ Blackpink), sau đó rời YG Entertainmet vào tháng 2/2016 do nhiều lần bị trì hoãn debut.
- Minnie, Yuqi và Shuhua xuất hiện trong một video quảng cáo cho Rising Star Cosmetic vào tháng 6 năm 2017[9][10]. Shuhua xuất hiện cùng với Yoo Seon-ho trong video âm nhạc vào "Pet" 10 cm vào tháng 9 năm 2017[11]. Minnie đã xuất hiện trong album Dance Party của Line Friends, được phát hành vào tháng 11 năm 2017[12][13]. Từ tháng 2 đến tháng 3 năm 2018, Miyeon và Minnie đã thực hiện 4 video cover trên kênh Youtube Dingo Music.[14][15][16][17]. Yuqi cũng xuất hiện trong một đoạn video ngắn cho Dingo Music.
- Soojin từng là thực tập sinh của DN Entertainment vào năm 2015. Cô được đào tạo như một thành viên của nhóm nhạc nữ VIVIDIVA, nhưng trước khi nhóm ra mắt chính thức, cô đã rời công ty. Nghệ danh của cô lúc đó là N.Na[18][19][20].

Vào ngày 22 tháng 3 năm 2018, Cube Entertainment thông báo rằng Soyeon sẽ ra mắt với một nhóm nhạc nữ sắp tới trong nửa đầu năm 2018. Vào ngày 5 tháng 4, Cube tiết lộ tên của nhóm nhạc nữ sắp tới của họ là "(G)I-DLE". Cube Entertainment bắt đầu tiết lộ các thành viên (G)I-DLE với việc phát hành các bức ảnh cá nhân của Miyeon và Yuqi vào ngày 8 tháng 4. Ảnh của Soojin và Shuhua được phát hành vào ngày 10 tháng 4, và tiếp theo là Minnie và Soyeon vào ngày 12 tháng 4.

### 2018: Ra mắt vớiI Amvà phát hành"Hann (Alone)"
(G)I-DLE chính thức phát hành mini-album đầu tay I Am vào ngày 2 tháng 5 với đĩa đơn "Latata". Buổi trình diễn đầu tiên của nhóm được tổ chức tại Quảng trường iMarket của Blue Square vào cùng ngày với việc phát hành album. Nhóm quảng bá sân khấu chính thức debut trên chương trình âm nhạc M Countdown của Mnet vào ngày hôm sau.

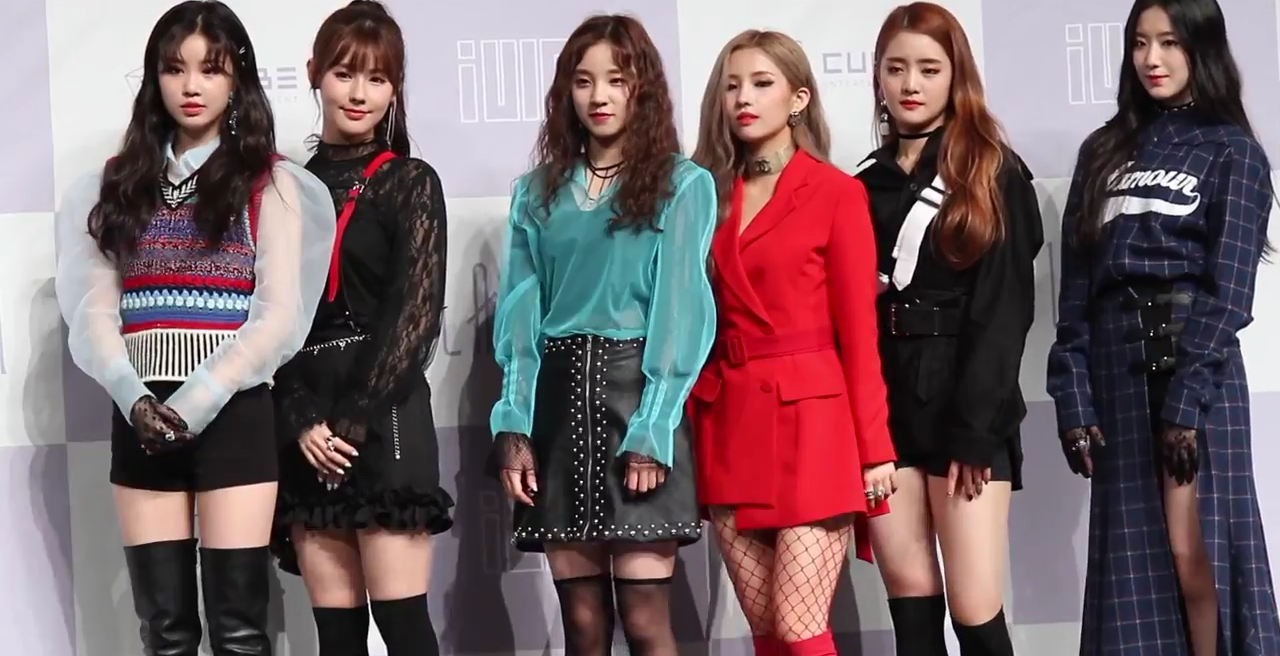
(G)I-DLE tại buổi Showcase 'Latata' vào 02/05/2018

(G)I-DLE đã đạt được tổng cộng 2,2 triệu lượt xem cho video âm nhạc "Latata" trong vòng 2 ngày kể từ ngày phát hành. Mini-album ra mắt ở vị trí thứ 13 trên bảng xếp hạng Gaon Album Chart phát hành vào ngày 10 tháng 5 năm 2018. I Am cũng ra mắt ở vị trí thứ 7 và đạt vị trí cao nhất là thứ 5 trên bảng xếp hạng Billboard's World Albums Chart vào ngày 9 tháng 5 năm 2018. "Latata" ra mắt ở vị trí thứ 35 trên bảng xếp hạng Gaon Digital Chart vào ngày 17 tháng 5 năm 2018. (G)I-DLE giành chiến thắng đầu tiên trong chương trình âm nhạc SBS MTV's The Show vào ngày 22 tháng 5 chỉ trong vòng 20 ngày sau khi ra mắt. 2 ngày sau, vào ngày 24 tháng 5, nhóm đã nhận được chiến thắng thứ hai trong chương trình âm nhạc M Countdown của Mnet và tiếp theo là chiến thắng thứ ba của nhóm trên The Show. Một tháng sau khi ra mắt, nhóm xuất hiện lần đầu trên Billboard's Social 50 Chart ở vị trí thứ 36 vào ngày 5 tháng 6.
Vào ngày 8 tháng 6, nhóm có mặt trong bảng xếp hạng thương hiệu với vị trí thứ nhất. Bảng xếp hạng được xác định thông qua phân tích về tần suất tham gia, mức độ phủ sóng truyền thông, khả năng tương tác và chỉ số cộng đồng của các girlgroup đang hoạt động tại Kpop được thu thập từ ngày 7 tháng 5 đến ngày 8 tháng 6. Theo Viện Nghiên cứu Kinh doanh Hàn Quốc, những cụm từ có thứ hạng cao trong phân tích từ khóa của (G)I-DLE bao gồm "LATATA" (ca khúc ra mắt của nhóm), "The Show" và "debut". Trong khi đó, những cụm từ liên quan có thứ hạng cao nhất bao gồm "nóng bỏng", "xinh đẹp" và "thú vị". Phân tích tỷ lệ tích cực-tiêu cực của nhóm cho thấy tỷ lệ phản ứng tích cực đạt mốc 63,55%. Họ nhận được giải thưởng đầu tiên, Nữ thần tượng của năm, tại giải thưởng Brand of the Year Awards năm 2018.
Vào ngày 6 tháng 8, (G)I-DLE biểu diễn một buổi hòa nhạc nhỏ và thu âm một màn trình diễn flash mob của single hit "Latata" tại Times Square và Washington Square Park.
Vào ngày 14 tháng 8, (G)I-DLE trở lại với bài hát "Hann (Alone)", đã được phát hành. Video âm nhạc được phát hành cùng với đĩa đơn vào ngày 14 tháng 8. Trong vòng 24 giờ, video đã vượt qua 4,9 triệu lượt xem trên YouTube. "Hann" đứng đầu các bảng xếp hạng âm nhạc trong nước bao gồm Bugs, Genie và Olleh Music vào ngày 16 tháng 8 và ra mắt ở vị trí thứ 2 trên Billboard's World Digital Song Sales. Nhóm giành chiến thắng đầu tiên trên Show Champion vào ngày 29 tháng 8 cho "Hann" và hai chiến thắng tiếp theo trên The Show và M Countdown.
Vào ngày 3 tháng 11, hai thành viên Soyeon và Miyeon đã thu âm bài hát Pop/Stars của nhóm nhạc giả tưởng K/DA được trình làng bởi Riot Games. Nhân vật trong K/DA gồm các tướng trong League of Legends, trong đó, Soyeon  đóng vai Akali, Miyeon đóng vai Ahri. Cả hai đã cùng Madison Beer và Jaira Burns (hai người cùng thu âm Pop/Stars) biểu diễn bài hát này tại 2018 LOL World Opening Ceremony.
Ngày 29 tháng 12, Billboard công bố danh sách các nhóm nhạc Kpop mới hay nhất năm 2018. Trong đó, Billboard đã xếp (G)I-DLE đứng ở vị trí đầu tiên.

### 2019:I Made, "Uh-Oh", ra mắt tại Nhật vàQueendom
(G)I-DLE đã phát hành mini-album thứ hai của họ có tên I Made vào ngày 26 tháng 2 năm 2019. Album bao gồm năm bài hát, bài hát chủ đề "Senorita" được viết và sáng tác bởi thành viên Soyeon và Big Sancho.

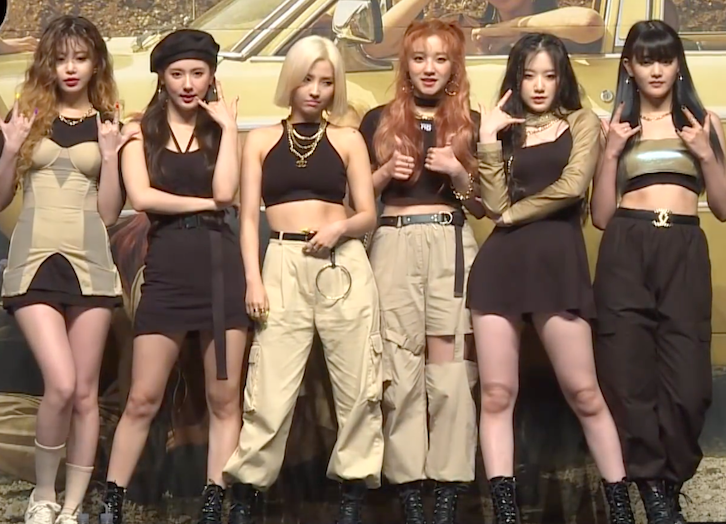
(G)I-DLE tại showcase "Uh-Oh" vào 26/02/2019

Đến ngày 26 tháng 6, (G)I-DLE tung ra single "Uh-Oh" mang phong cách boom bap cũng được nhào nặn bởi nhóm trưởng Soyeon, bài hát như lời đáp trả cho những người không tin cô ấy có thể trở thành một idol và mãi mãi là trainee.
(G)I-DLE có màn debut tại nhật với mini album "LATATA" bao gồm 4 bài, bài hát chủ đề "Latata" tiếng Nhật, cùng với 2 bài hát mới và bài hát "MAZE" bản tiếng Nhật. Nhóm đã tổ chức showcase debut tại Nhật vào ngày 23 tháng 7 tại Mainabi BLITZ Akasaka với khoảng 1,500 chỗ ngồi. Ngày 31 tháng 7 năm 2019, (G)I-DLE chính thức ra mắt tại thị trường Nhật Bản với việc album "LATATA" được phát hành. Ngày 19 tháng 8, (G)I-DLE và nhãn hiệu trang điểm Kate đã hợp tác để phát hành một video âm nhạc spin-out của "Latata" (phiên bản tiếng Nhật).
(G)I-DLE đã tham gia show thực tế tranh tài giữa các nghệ sĩ nữ được tạo nên bởi Mnet, show mang tên Queendom và được khởi quay vào ngày 28 tháng 7 năm 2019. Vào tháng 9, họ đã tổ chức buổi fan meeting đầu tiên tên là Welcome to the Neverland tại Hội trường Yes24 Live ở Seoul. Ngày 3 tháng 11 năm 2019, (G)I-DLE tung MV của single dự thi vòng chung kết Queendom "Lion".
(G)I-DLE sau thành công ở Queendom đã đạt hạng 1 trên bảng xếp hạng thương hiệu girlgroup tháng 10 và 11 liên tiếp, đứng thứ 2 bảng xếp hạng thương hiệu idolgroup tháng 10 và 11, chỉ sau mỗi BTS.
Soyeon xác nhận tham gia vào dự án ban nhạc hip-hop ảo True Damage của tựa game Liên Minh Huyền Thoại, trở lại nhân vật Akali với vai trò thủ lĩnh nhóm. Single "GIANTS" ra mắt ngày 10 tháng 11 và cô tham gia biểu diễn tại Worlds 2019 Opening Ceremony của giải CKTG Liên Minh Huyền Thoại 2019.

### 2020: World Tour I-LAND,I Trust, "DUMDI DUMDI", "Oh My God"
Vào ngày 18 tháng 1 năm 2020, (G)I-DLE thông báo về world tour đầu tiên của nhóm đi qua 32 địa điểm trên khắp thế giới, mang tên "I-Land: Who Am I", được dự tính bắt đầu từ tháng 4 tại Bangkok, Thái Lan nhưng vì sự bùng phát của đại dịch COVID-19 nên lịch world tour và màn comeback được lên kế hoạch vào giữa tháng 3 đều phải dời vào một thời gian trễ hơn để đảm bảo an toàn về sức khỏe của nghệ sĩ, người hâm mộ và nhân viên.
Ngày 26 tháng 3, (G)I-DLE được công bố là một phần của đội hình Twitch Stream Aid năm 2020, dự kiến diễn ra vào ngày 28 tháng 3. Sự kiện này là một buổi hòa nhạc từ thiện livestream kéo dài 12 giờ nhằm mục đích quyên góp tiền cứu trợ chống dịch COVID-19. Họ là nhóm nhạc nữ Kpop đầu tiên tham gia sự kiện.

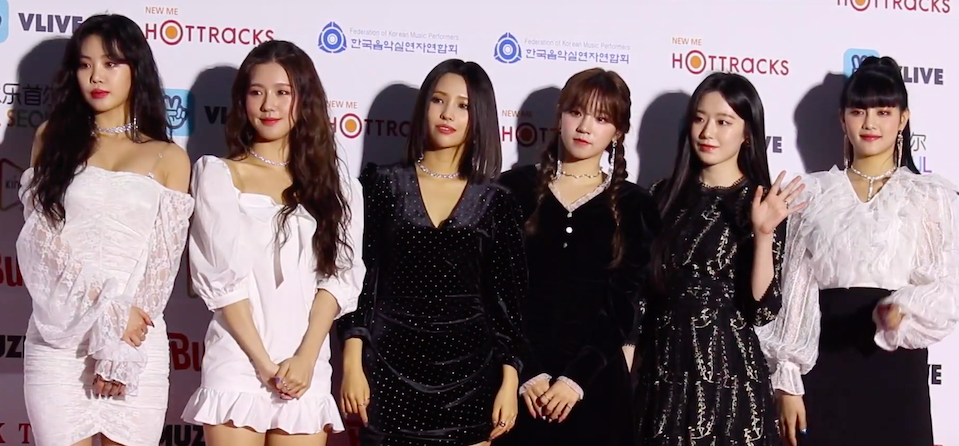
(G)I-DLE tại lễ trao giải Gaon Music Awards vào 08/01/2020

Ngày 6 tháng 4, (G)I-DLE cho ra mắt MV "Oh my god" của mini-album I Trust. Bài hát được chính tay nhóm trưởng Soyeon sáng tác, nói về 1 ác quỷ yêu một thiên thần và ác quỷ ấy cũng từ đó biến thành một thiên thần. Hình ảnh da rắn trên mini-album làm mọi người liên tưởng tới con rắn dối trá đã dụ dỗ Adam và Eva trong câu chuyện liên quan đến đạo Thiên Chúa. Mini-album bao gồm năm bài hát trong đó có một phiên bản tiếng Anh của ca khúc chủ đề "Oh my god". Cùng với việc phát hành I Trust, (G)I-DLE đã ký hợp đồng với hãng thu âm Hoa Kỳ Republic Records để theo đuổi việc mở rộng vào thị trường Hoa Kỳ. Mini-album I-TRUST đã đem lại những thành tích, kỷ lục vô tiền khoáng hậu từ trước đến nay của KPOP nói chung và (G)I-DLE nói riêng. Album đã có hơn 91.311 đơn hàng đặt trước, nhanh chóng biến nó thành album được đặt hàng trước nhiều nhất và trở thành album bán chạy nhất của họ. I Trust đã ra mắt trên Bảng xếp hạng album Gaon trở thành Album đứng ở vị trí số một đầu tiên của (G)I-DLE tại Hàn Quốc và đạt được vị trí cao nhất từ trước đến nay trên bảng xếp hạng World Album của Billboard ở vị trí thứ 4. Video âm nhạc cho "Oh my god" đã phá vỡ kỷ lục cá nhân của họ bằng cách thu về tới 17 triệu lượt xem chỉ trong ngày đầu tiên phát hành. Bài hát cũng đánh dấu lần đầu tiên nhóm xuất hiện trên Bảng xếp hạng đĩa đơn của Scotland và được xếp hạng ở vị trí 97, trở thành nghệ sĩ K-pop thứ ba và là nghệ sĩ nữ thứ hai xuất hiện trên bảng xếp hạng. Với "Oh my god" (G)I-DLE đã giành được bốn giải thưởng tren các chương trình âm nhạc bao gồm ba chiến thắng lớn trên các đài truyền hình quốc gia Music Bank của KBS, Inkigayo của SBS, Show! Music Core của MBC và M Countdown của Mnet. Vào ngày 6 tháng 5, (G)I-DLE đột phá vào bảng xếp hạng Rolling Stone's Top 25 Breakthrough với tư cách là nhóm nhạc Kpop duy nhất xếp hạng cho tháng 4 ở vị trí top 20 với mức tăng trưởng là 3,3 triệu đơn vị và tổng cộng hơn 5,5 triệu luồng âm thanh theo yêu cầu tại Hoa Kỳ. Ngày 7 tháng 5, mini-album I Trust đã tẩu tán được 147.620 bản trên bảng xếp hạng Gaon, trở thành hai trong số những nghệ sĩ nữ bán được nhiều album nhất nửa đầu năm 2020.
Ngày 20 tháng 5, (G)I-DLE tung bản tiếng anh của LATATA. Ngày 5 tháng 7 nhóm tổ chức concert online mang tên 2020 (G)I-DLE Online Concert 'I-Land: Who Am I'  thay thế world tour bị hoãn vô thời hạn vì dịch COVID, trình diễn những bài hát có sẵn cùng với các phần cover solo từng thành viên và unit, nhóm cũng trình bày ca khúc I'M THE TREND  sáng tác bởi Yuqi và Minnie.
Ngày 3 tháng 8, nhóm ra mắt ca khúc DUMDi DUMDi nằm trong album cùng tên, MV ca khúc cũng có mặt trên Youtube- thu hút 17,6 triệu lượt xem trong ngày đầu.
Ngày 6 tháng 11, album K/DA All Out của nhóm nhạc K/DA ra mắt với sự tiếp tục đóng góp của hai thành viên Soyeon và Miyeon trong hai bài hát "The Baddest" và "More" cùng các ca sỹ Bea Miller, Wolftyla, Madison Beer, Jaira Burns, Lexie Liu và ca sỹ ảo Seraphine.
Vào tháng 11, (G)I-DLE đã tổ chức một buổi fan-meeting trực tuyến -(G)I-DLE Official Fan Club Neverland lần thứ 2- 'GBC in the Neverland' thông qua Global Interpark. GBC là tên rút gọn của (G)I-DLE Broadcasting Club.
Vào tháng 12, nhóm thông báo sẽ trở lại vào giữa tháng 1-2021.

### 2021: Trở lại vớiI Burn& "Last Dance",Soojin rời nhóm
Ngày 11 tháng 1, nhóm đã chính thức khởi động năm 2021 của mình với sản phẩm âm nhạc "Hwaa". Ca khúc chủ đề lần này nằm trong mini album thứ tư mang tên I Burn. "Hwaa" được phát hành ngay sau thành công của hai sản phẩm từ nhóm trong năm 2020 là "Oh My God" và "Dumdi Dumdi".
Với "Hwaa", (G)I-DLE một lần nữa gây ấn tượng bởi màu giọng đặc trưng của từng thành viên cùng đoạn drop bắt tai – cấu trúc quen thuộc các bài hát của nhóm. Đặc biệt, những màu sắc của văn hoá phương Đông trong âm nhạc lẫn hình ảnh đều được lồng ghép tinh tế, tạo nên một sản phẩm hoàn thiện về phần nghe lẫn phần nhìn.
Ca khúc "Hwaa" thuộc thể loại Moombahton – dòng nhạc được kết hợp từ House và Reggaeton, mang đến những nhịp điệu sôi động và uyển chuyển. Hình ảnh sắc sảo, nữ tính và đầy quyến rũ của 6 thành viên cũng được ekip khai thác triệt để trong sản phẩm âm nhạc lần này. Bên cạnh đó, MV ca khúc mang đến hai thái cực đối lập nhau: "lạnh lẽo" trong các khung hình đầu tiên và "nóng bỏng" ở những giây cuối cùng. Qua đó, ca khúc thể hiện những cảm xúc của các cô gái sau khi kết thúc một mối tình sâu đậm. Ở đó, họ mong muốn đốt cháy tất cả những kí ức không đẹp đẽ về cuộc tình đã qua để lấy lại thời thanh xuân từng đánh mất.
Mini album I Burn của (G)I-DLE có tổng cộng 6 track chính thức. Ngoài Soyeon, hai thành viên khác là Minnie và Yuqi cũng tham gia sáng tác và viết lời cho một số ca khúc khác như "Moon", "Lost" và "Dahlia". Sản phẩm chứa đựng những cung bậc cảm xúc của các cô gái trong tình yêu. Các bản phối đều có sự xuất hiện xuyên suốt của chất liệu âm nhạc điện tử hiện đại.
Mini album I Burn và ca khúc chủ đề "Hwaa" đã đem lại hàng loạt kỷ lục mới cho nhóm bao gồm "Nhóm nhạc thần tượng thế hệ thứ 4 đầu tiên ra mắt với vị trí số 1 trên bảng xếp hạng Melon", đứng đầu hàng loạt bảng xếp hạng nhạc số trong nước, "Ca khúc của Nhóm nhạc thần tượng thế hệ thứ 4 đầu tiên đạt Top 10 trên bảng xếp hạng Melon 24Hits", "Nhóm nhạc thần tượng thế hệ thứ 4 đầu tiên chiến thắng tại Melon Popularity Award".
Ngày 4 tháng 2, "Hwaa" đã đem về chiến thắng thứ 10 và đồng thời giành Triple Crown trên M Countdown, qua đó khiến (G)I-DLE trở thành nhóm nhạc nữ đầu tiên ngoài BIG 3 đạt được Triple Crown trên show âm nhạc trong vòng 4 năm qua.
Ngày 11 tháng 3, mini-album I Burn đã tẩu tán được 202,573 bản trên bảng xếp hạng Gaon, trở thành album bán chạy nhất lịch sử của nghệ sĩ trực thuộc Cube Entertainment.
Vào ngày 29/4, nhóm ra mắt bài hát Last Dance trên nền tảng Universe, nhưng do Soojin tạm dừng hoạt động nên Universe và Cube Entertainment quyết định sửa lại bài hát cho 5 thành viên còn lại trong nhóm.
Ngày 13 tháng 5 Yuqi ra mắt solo với album A Page và quảng bá ở Trung Quốc.
Ngày 6 tháng 7 năm 2021, Soyeon comeback solo với mini album đầu tay Windy.
Ngày 14 tháng 8 năm 2021, Cube Entertainment chính thức thông báo thành viên Soojin rời khỏi nhóm. Nhóm sẽ tiếp tục hoạt động với đội hình 5 thành viên.

### 2022-2024: EXPO 2020,I Never Die, Miyeon debut solo, tổ chức tour diễn thế giới đầu tiên“JUST ME ()I-DLE”
Vào ngày 17 tháng 1 năm 2022, nhóm đã có màn biểu diễn với đội hình 5 thành viên tại Ngày Quốc gia Hàn Quốc ở Expo 2020, Dubai.
Nhóm chính thức quay trở lại đường đua K-pop vào ngày 14 tháng 3 năm 2022 với album phòng thu đầu tiên trong sự nghiệp I Never Die và bài hát chủ đề "Tomboy". Đây là một bài hát pop-punk nhuốm màu rock mạnh mẽ, đầy sức mạnh được nhào nặn bởi trưởng nhóm Soyeon. Bài hát thể hiện tư tưởng của những cô gái về sự độc lập và phá bỏ định kiến về "bạn gái hoàn hảo".
Ca khúc chủ đề "Tomboy" đạt được những thành tích vô tiền khoáng hậu. Bài hát giúp nhóm đạt Perfect All Kill đầu tiên trong sự nghiệp, nằm trong 10 bài hát đạt Perfect All Kill nhiều giờ nhất trong lịch sử với 167 giờ. Bài hát cũng phá hàng loạt kỷ lục trên các bảng xếp hạng Hàn Quốc và quốc tế.
Ngày 27 tháng 4 năm 2022, Miyeon trở thành thành viên thứ 3 debut solo với mini album đầu tay MY và nhanh chóng đạt được một số thành công nhất định.

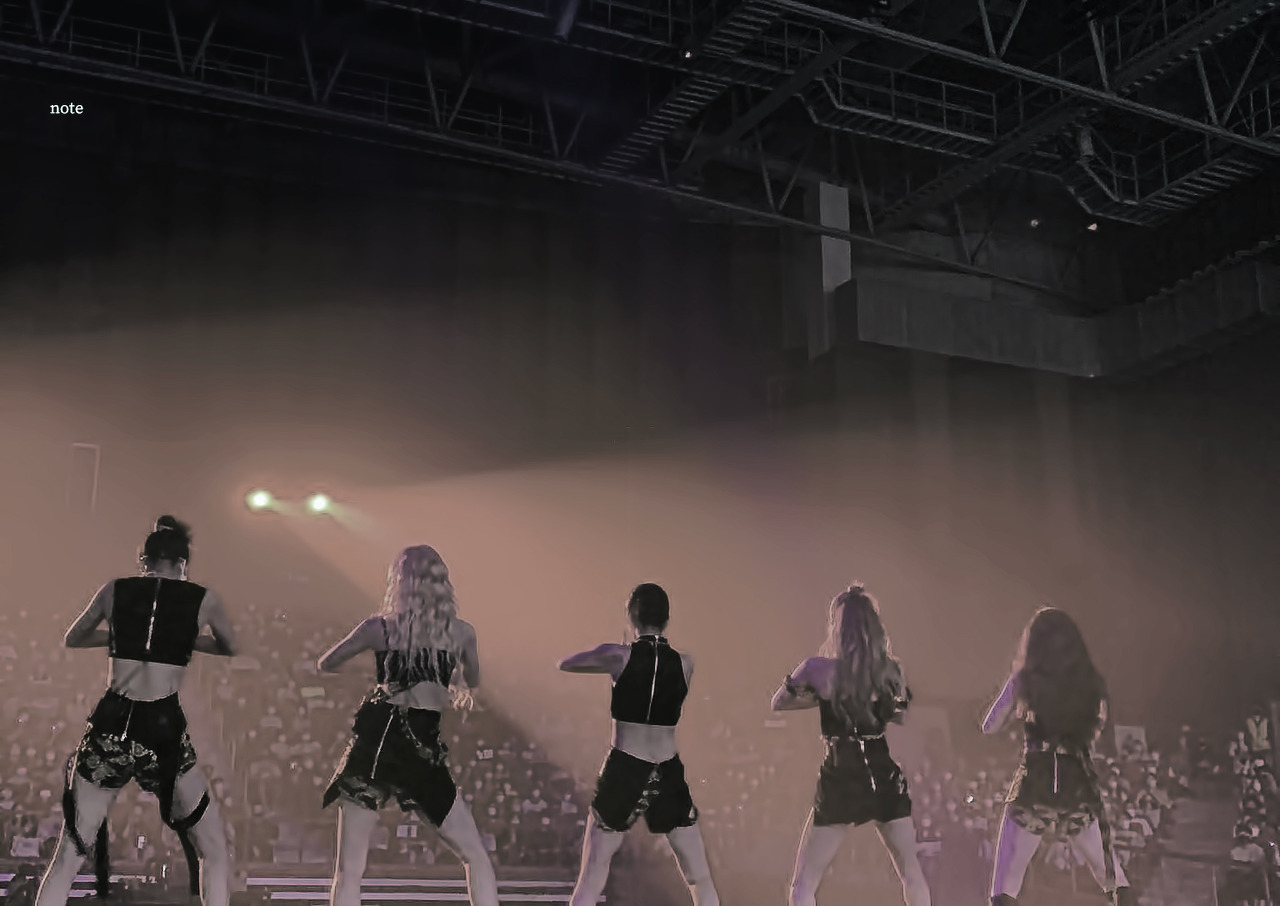
(G)I-DLE tại tour diễn thế giới “JUST ME I-DLE” vào 18/06/2022

Ngày 12 tháng 5 năm 2022, (G)I-DLE đã tung poster thông báo tổ chức tour diễn mang tên "JUST ME ()I-DLE" để gặp gỡ các fan tại 16 khu vực ở Hàn Quốc, Mỹ, Chile, Mexico, Indonesia, Philippines, Nhật Bản và Singapore. World tour sẽ bắt đầu tại Seoul trong 2 ngày 18 và 19 tháng 6. Dự kiến kết thúc vào ngày 01 tháng 10 tại Singapore.
Đây sẽ là tour diễn thế giới đầu tiên của nhóm. Trước đó, nhóm đã lên kế hoạch tổ chức tour diễn vòng quanh thế giới đầu tiên “2020 (G)I-DLE World Tour ‘I-LAND: WHO AM I”, nhưng vì tình hình dịch COVID-19 nên đã bị hủy bỏ.
Năm 2024, Nhóm nhạc nữ (G)I-DLE trở lại đường đua âm nhạc với ca khúc chủ đề Klaxon trong mini album I SWAY. MV Klaxon được đầu tư quay ngoại cảnh ở nước ngoài, sử dụng nhiều bối cảnh khác nhau từ đường phố đến bãi biển, vùng núi.

### 2025-nay: Đổi tên thành I-dle,We Are I-dlevàWe Are
Vào ngày 9 tháng 4 năm 2025, Cube Entertainment xác nhận rằng (G)I-DLE hiện đang trong quá trình chuẩn bị cho album sắp tới của họ, dự kiến phát hành vào tháng 5. Vào ngày 1 tháng 5, tất cả các tài khoản mạng xã hội của nhóm đều được đổi tên thành I-dle , dường như xác nhận tên mới của nhóm.
Ngày 02 tháng 5 năm 2025, Cube Entertainment thông báo rằng (G)I-DLE sẽ chính thức đổi tên thành I-dle, đánh dấu kỷ niệm bảy năm ra mắt của nhóm. Chữ "(G)" trong tên gọi cũ vốn đại diện cho "Girls" (các cô gái), nay đã được loại bỏ. Theo thông tin từ công ty Cube Entertainment, việc đổi tên là một phần của nỗ lực thoát khỏi những ràng buộc giới tính, hướng tới hình ảnh linh hoạt và hiện đại hơn. Cùng ngày, I-dle tung mini album đặc biệt We are i-dle, có 9 bản remake các ca khúc cũ trong giai đoạn 2018 - 2021 với phiên bản 5 thành viên.  Mini album tiếng Hàn thứ tám có tựa đề We Are được thông báo sẽ phát hành vào ngày 19 tháng 5.

## Định hướng nghệ thuật

### Hình tượng
(G)I-DLE được ca ngợi vì âm nhạc và sự mơ hồ. Theo các chuyên gia trong ngành và các nhà nghiên cứu thị trường, nhóm được chú ý rằng họ đang thể hiện tinh thần mà một nhóm như 2NE1 đã từng có, nhưng thích nghi với sự xu hướng hiện nay.
Nhóm thường được công nhận là nhóm nhạc nữ thần tượng "tự sản xuất" và phá vỡ định kiến nữ thần tượng. Là nhóm trẻ nhất xuất hiện trên Queendom, các thành viên đã tích cực tham gia vào các video âm nhạc của riêng họ, chụp ảnh jacket, sắp xếp bài hát, biên đạo và thiết kế trang phục.
Natalie Morin từ Refinery29 mô tả họ là những cá nhân có năng lượng khác nhau bổ sung cho nhau. Cô cũng mô tả họ là "táo bạo và gợi cảm", những đặc điểm mà cô khẳng định khiến họ khác biệt với các nhóm nhạc nữ Kpop khác. Mor.bo đặt tên cho họ là một nhóm đa dạng, không ngại thử các phong cách âm nhạc khác nhau. Tạp chí Elle đã đặt tên cho nhóm là "các nhạc sĩ và nghệ sĩ độc lập" nơi các khái niệm của các nhóm nhạc nữ thường hoạt động trong một khuôn mẫu do người khác tạo ra.

### Phong cách âm nhạc và chủ đề
Các bài hát của (G)I-DLE bao gồm nhiều thể loại khác nhau, từ "Latata" (moombahton), "Hann (Alone)" (nhịp điệu Đông Âu), "Senorita" (pop Latin), "Uh-Oh" (Boom bap) và "Oh My God" (urban hip-hop) . Taylor Graffitiby từ MTV tuyên bố rằng các bài hát (G)I-DLE được thể hiện rất sâu sắc - một cô gái phức tạp, phá vỡ những định kiến, đánh giá, ngầm ý và làm lại, dường như không bao giờ đủ để phản ánh họ là ai. (G)I-DLE mang đến nhịp tropical hấp dẫn và tiếng búng ngón tay của "Latata" và tiếng huýt sáo cảnh báo đáng ngại của "Hann (Alone)". Chúng cũng là những bản hòa tấu trầm lắng và âm trầm rộn ràng trong bản ballad R&B được truyền tải bởi "Put it Straight", những từ ngữ kỳ quái được vẽ trên nền nhạc "What In Your House", và thậm chí là bản tango của "Senorita". Lời bài hát của họ đẩy lùi, họ vẫy gọi. Chúng có thể là sự thờ ơ nhàm chán hoặc làm tăng ham muốn. Viết cho Herald Pop, Kim Na-yul mô tả phong cách âm nhạc của (G)I-DLE chỉ có thể được họ thực hiện và tạo ấn tượng tốt với công chúng. Tạp chí Melon mô tả Âm nhạc của (G)I-DLE nói chung là "Tính độc đáo là Vũ khí mạnh nhất của (G)I-DLE". Trên Korea JoongAng Daily nhà báo Yoo Seong-woon khen ngợi nhóm đã sự dụng sự pha trộn độc đáo của các yếu tố khác nhau từ nhiều nguồn khác nhau thành một sự pha trộn độc đáo của các concept và tạo ra một cái gì đó mới mẻ và mới mẻ trên sân khấu K-Pop.
Trong thế giới âm nhạc [K-Pop] đang dần bão hòa với các bài hát về chủ đề "Tình yêu" và "Sự li biệt", nhóm đã phát hành "Lion", một bài hát khác với các bài hát của một nhóm nhạc nữ điển hình, so sánh phẩm giá của một người với phẩm giá của một con sư tử. Trong mini-album I Trust, nhóm đã thử sức với các thể loại EDM trap, hip hop và urban music, với các chủ đề về tình yêu bản thân và sự tự tin.

### Sân khấu
Nhóm cũng được khen ngợi vì khả năng trình diễn trên sân khấu trong các buổi biểu diễn như sân khấu vàng của MMA 2018 gợi nhớ đến Cleopatra và sân khấu của MAMA 2018 với hàng chục vũ công nữ để đề cao hình ảnh của phụ nữ. Cũng có tuyên bố rằng màn trình diễn của họ cho Fan-dora's Box tại Queendom là "một sân khấu huyền thoại khác" do diễn xuất cảm xúc của các thành viên nơi họ thể hiện "sự tức giận trong nỗi buồn". (G)I-DLE đã đưa ra sân khấu Queendom cuối cùng của họ, "Lion" với câu chuyện Lion được thuật lại bởi Minnie, nhảy múa trong chiếc áo choàng vàng được trang trí công phu với bờm sư tử và kết thúc với một đàn sư tử [vũ công] theo sau khi (G)I-DLE tiến tới ngai vàng. Sân khấu được mô tả là "một sân khấu đẳng cấp thế giới" và "một sân khấu huyền thoại". Điều này khiến nhóm giành được một số giải về Trình diễn tại Asia Artist Awards, Golden Disc Awards và The Fact Music Awards.

## Sức ảnh hưởng
Theo số liệu do Viện Nghiên cứu Kinh doanh Hàn Quốc công bố, (G)I-DLE đứng đầu "Bảng xếp hạng giá trị thương hiệu nhóm nữ" trong tháng 6 và tháng 9 năm 2018. Giá trị thương hiệu cao nhất của họ là vào tháng 9 năm 2018, đồng thời là cao nhất trong tất cả nhóm nhạc nữ KPOP năm 2018. (G)I-DLE đã được mệnh danh là "tân binh quái vật" năm 2018. Billboard đã xếp họ đứng đầu danh sách là nhóm nhạc Kpop mới hay nhất năm 2018. Được biết, doanh số âm nhạc của Cube trong năm 2018 đã tăng 58% lên 8,8 tỷ Won do sự phổ biến của "Latata" và "Hann (一)".
Năm 2019, (G)I-DLE nhận được sự công nhận nhiều hơn trong công chúng sau khi xuất hiện trên Queendom. Buổi biểu diễn bài hát cuối cùng của họ "Lion" được coi là một trong những khoảnh khắc lớn nhất của K-pop năm 2019 bởi CTV News. Điều này dẫn đến việc họ đứng đầu "Bảng xếp hạng giá trị thương hiệu nhóm nữ" trong hai tháng liên tiếp, vào tháng 10 và tháng 11 năm 2019, tương ứng. Rolling Stone Ấn Độ đã đưa "Lion" vào danh sách 10 Video âm nhạc K-Pop hay nhất năm 2019. Bài hát được coi là "một trong những bài hát hay nhất năm 2019" và được liệt kê là số một trong số 920 bài hát được phát hành vào năm 2019.
Vào tháng 1 năm 2020, (G)I-DLE đã được bầu chọn là Ca sĩ / Nhóm nhạc được mong đợi nhất năm 2020 dựa trên khảo sát của một số cơ quan âm nhạc, phát thanh viên và chương trình, nhà soạn nhạc và nhà phê bình âm nhạc nổi tiếng. Vào tháng 2 năm 2020, (G)I-DLE tiếp tục đứng đầu "Bảng xếp hạng giá trị thương hiệu nhóm nữ" với các chủ đề tương tác nhất "Lion" và tour diễn thế giới.

## Thành viên
- Chú thích: In đậm là trưởng nhóm

| Nghệ danh           | Nghệ danh | Nghệ danh | Tên khai sinh    | Tên khai sinh | Tên khai sinh | Tên khai sinh | Tên khai sinh        | Tên khai sinh   | Ngày sinh                 | Vai trò                                               | Nơi sinh                         | Quốc tịch  |
| Latinh              | Hangul    | Kana      | Latinh           | Hangul        | Tên bản ngữ   | Hanja         | Kana                 | Hán-Việt        | Ngày sinh                 | Vai trò                                               | Nơi sinh                         | Quốc tịch  |
| Thành viên hiện tại |           |           |                  |               |               |               |                      |                 |                           |                                                       |                                  |            |
| Miyeon              | 미연      | ミヨン    | Cho Miyeon       | 조미연        | 조미연        | 曹薇娟        | チョ・ミヨン         | Tào Vy Quyên    | 31 tháng 1, 1997          | Main Vocalist, Visual                                 | Quận Tây, Incheon, Hàn Quốc      | Hàn Quốc   |
| Minnie              | 민니      | ミンニ    | Nicha Yontararak | 니차 욘타라락 | ณิชา ยนตรรักษ์   | -             | ニチャ・ヨンタララク | -               | 23 tháng 10, 1997         | Main Vocalist, Sub Rapper                             | Băng Cốc, Thái Lan               | Thái Lan   |
| Soyeon              | 소연      | ソヨン    | Jeon Soyeon      | 전소연        | 전소연        | 田小娟        | チョン・ソヨン       | Điền Tiểu Quyên | 26 tháng 8, 1998          | Main Rapper, Lead Dancer, Sub Vocalist, Center        | Gangnam-gu, Seoul, Hàn Quốc      | Hàn Quốc   |
| Yuqi                | 우기      | ウギ      | Song Yuqi        | 송우기        | 宋雨琦        | 宋雨琦        | ソン・ウチ           | Tống Vũ Kỳ      | 23 tháng 9, 1999          | Main Dancer, Lead Vocalist, Lead Rapper               | Bắc Kinh, Trung Quốc             | Trung Quốc |
| Shuhua              | 슈화      | シュファ  | Ye Shuhua        | 예슈화        | 葉舒華        | 葉舒華        | イェ・シュファ       | Diệp Thư Hoa    | 6 tháng 1, 2000           | Sub Rapper, Lead Dancer, Sub Vocalist, Visual, Maknae | Khu Đào Viên, Đào Viên, Đài Loan | Đài Loan   |
| Cựu thành viên      |           |           |                  |               |               |               |                      |                 |                           |                                                       |                                  |            |
| Soojin              | 수진      | スジン    | Seo Soo-jin      | 서수진        | 서수진        | 徐穗珍        | ソ・スジン           | Từ Tuệ Trân     | 9 tháng 3, 1998 (26 tuổi) | Main Dancer, Sub Vocalist                             | Hwaseong, Gyeonggi, Hàn Quốc     | Hàn Quốc   |

## Danh sách đĩa nhạc

### Mini-album
| Tiếng Hàn - I Am (2018) - I Made (2019) - I Trust (2020) - I Burn (2021) - I Love (2022) - I Feel (2023) | Tiếng Nhật - Latata (2019) - Oh My God (2020) |

### Full album
| Tiếng Hàn - I never die (2022) - "2" (2024) |

## Concert và Tours

### Tham gia Concert
- United Cube – One (2018)[116]

### World Tour
- (G)I-dle World Tour I-Land: Who Am I Tour (2020)[117](G)I-dle online concert: GBC in the Neverland (2020)

## Các hoạt động khác
Chương trình tạp kỹ
| Năm        | Tên                                      | Tập            | Thành viên           | Nhà đài           |
| ---------- | ---------------------------------------- | -------------- | -------------------- | ----------------- |
| 2018       | After School Club                        | 317            | Cả nhóm              | Ariang            |
| 2018       | Idol room                                | 5              | Cả nhóm              | JTBC              |
| 2018       | Idol room                                | 33             | Cả nhóm              | JTBC              |
| 2018       | Simply K-Pop                             | 314            | Cả nhóm              | Ariang            |
| 2018       | Super TV2                                | 6              | Cả nhóm              | XtvN              |
| 2018       | Knowing Bros                             | 141            | Yuqi                 | JTBC              |
| 2019       | Idol room                                | 41             | Cả nhóm              | JTBC              |
| 2019       | Idol room                                | 46             | Yuqi, Shuhua, Minnie | JTBC              |
| 2019       | Idol League                              |                | Cả nhóm              | STATV             |
| 2019       | Five actors/Learn Today                  | 8              | Minnie, Shuhua       | MBN Entertainment |
| 2019       | Granny                                   | 1-4            | Yuqi                 | MBC               |
| 2019       | Weekly Idol                              | 413            | Cả nhóm              | MBC               |
| 2019       | Do You Know Hip Hop?                     | 1-2            | Soyeon               | Mnet              |
| 2019       | My Little Television 2                   | 16-17          | Yuqi                 | MBC               |
| 2019       | Law of the Jungle                        | 378-382        | Yuqi                 | SBS               |
| 2019       | Immortal Song 2                          | 424            | Cả nhóm              | KBS               |
| 2019       | School Attack                            | 9              | Cả nhóm              | SBS               |
| 2019       | Radio Star                               | 646            | Soyeon               | MBC               |
| 2019       | Foreigner                                | 62             | Yuqi                 | MBC               |
| 2019 - nay | Keep Running (Running Brothers)          | Mùa 7 - nay    | Yuqi                 | Chiết Giang       |
| 2020       | Knowing Bros                             | 213            | Yuqi, Shuhua         | JTBC              |
| 2020       | Knowing Bros                             | 214            | Yuqi, Shuhua         | JTBC              |
| 2020       | Idol Cafe                                |                | Cả nhóm              | Seezn Original    |
| 2020       | King of Masked Singer                    | 243            | Miyeon               | MBC               |
| 2020       | King of Masked Singer                    | 244            | Miyeon               | MBC               |
| 2020       | King of Masked Singer                    | 279            | Yuqi                 | MBC               |
| 2020       | Weekly Idol                              | 458            | Cả nhóm              | MBC               |
| 2020       | Running Man                              | 513            | Yuqi                 | SBS               |
| 2020       | I'm a Survivor                           |                | Yuqi                 | tvN               |
| 2020       | Knowing Bros                             | 253            | Miyeon, Yuqi         | MBC               |
| 2020       | Amazing Saturday                         | 122            | Soyeon, Miyeon       | tvN               |
| 2020       | After School Club                        | 433            | Cả nhóm              | Ariang            |
| 2020       | 5                                        |                | Naver                |                   |
| 2020       | Idol Workshop                            | 1-5            | Cả nhóm              | U+ Idol Live      |
| 2020       | Idol Picknic                             | 14-15          | Cả nhóm              | U+ Idol Live      |
| 2020       | Life Co LTD                              | 1              | Cả nhóm              | Lifetime          |
| 2020       | Learn Way                                | 1-25           | Yuqi                 | 1theK Originals   |
| 2020       | Play Seoul - Hip Street Tour             | 1              | Yuqi, Minnie         | KBS               |
| 2020       | Seoul Connects U - Bukchon Hanok Village | 3              | Yuqi, Miyeon         | MBC               |
| 2020       | My Dream is Ryan                         | 14-16          | Yuqi, Miyeon         | KakaoTV           |
| 2021       | Weekly idol                              | 494            | Cả nhóm              | MBC               |
| 2021       | Idol League 3                            |                | Cả nhóm              | STATV             |
| 2021       | Naver Now - Gossip Idle                  | 1-3            | Cả nhóm              | Naver             |
| 2021       | Idol Live School                         | 1              | Yuqi                 | U+ Idol Live      |
| 2021       | Naver Now - Gossip Idle                  | Đang thực hiện | Miyeon               | Naver             |
| 2021       | King of Masked Singer                    | 296            | Minnie               | MBC               |
| 2021       | K-pop Evolution                          | 1              | Cả nhóm              | Youtube Originals |
| 2021       | Naver Now - SAP                          |                | Soyeon               | Naver             |

Chương trình sống còn
| Năm  | Tên                         | Nhà đài | Thành viên | Thứ hạng |
| ---- | --------------------------- | ------- | ---------- | -------- |
| 2016 | Produce 101                 | Mnet    | Soyeon     | 20       |
| 2016 | Unpretty Rapstar (Season 3) | Mnet    | Soyeon     | Á quân   |
| 2019 | Queendom                    | Mnet    | Cả nhóm    | 3        |

### Chương trình thực tế
| Năm        | Tên                                             | Số tập         | Kênh              |
| ---------- | ----------------------------------------------- | -------------- | ----------------- |
| 2018 – nay | (G)I-dle: I-Talk                                | Đang thực hiện | V Live, YouTube   |
| 2018       | (G)I-dle: Vlog in New York                      | 3              | V Live            |
| 2019       | To Neverland                                    | 6              | M2, Naver TV Cast |
| 2019       | (G)I-dle: Little but Certain Happiness (소확행) | 4              | V Live, YouTube   |
| 2020       | (G)I-dle: Secret Folder (유출금지)              | 4 + 4 specials | 1TheK Originals   |
| 2020       | #HASHTALK                                       | 13             | YouTube           |
| 2020       | (G)I-DLE LIVE: 아이들라이브                     | 5              | Youtube Live      |
| 2020       | (G)I-dle X Star Road                            | 10             | V Live            |
| 2020       | Never Ending Neverland (네버엔딩 네버랜드)      | 5              | Youtube           |

### Hoạt động từ thiện
Vào ngày 22 tháng 4 năm 2020, (G)I-DLE đã tặng 30.000 chai nước rửa tay trị giá 100 triệu Won thông qua Dịch vụ của Holt Children cho trẻ em và gia đình của họ để vượt qua Đại dịch COVID-19 tại Hàn Quốc.

### Đại sứ danh dự
Thành phố, thủ đô Seoul đã bổ nhiệm (G)I-dle làm đại sứ danh dự của thành phố cùng với ca sĩ Yura, diễn viên Park Jin-Hee, nhà thiết kế trang phục nam Ji Ji, nghệ sĩ trang điểm Jung Saem Mool, kiến trúc sư Yoo Hyun Joon, nhạc sĩ Jung Geon Young, biên tập viên Park Ji Oh, nhà thiết kế nội thất Yang Tae Oh, họa sĩ Kim Hyun Jung và nhà minh họa Myung In Ho. Họ sẽ giữ danh hiệu "Đại sứ thành phố" trong hai năm. Buổi bổ nhiệm đại sứ danh dự của Seoul đã diễn ra vào lúc 12 p.m (giờ địa phương) ngày 6 tháng 12 tại Sewoon Hall nằm ở Trung tâm mua sắm Sewoon. Diễn viên, đại sứ danh dự Seoul lâu năm Choi Bool Am cũng đã tham dự sự kiện này.

### Chứng thực
Năm 2019, (G)I-DLE trở thành nhóm nhạc nữ đầu tiên của Hàn Quốc hợp tác với Kaja, một thương hiệu làm đẹp do Sephora và Memebox đồng sáng lập để tạo ra một hình thức mới kết hợp giữa K-beauty và K-pop. Thông qua quan hệ đối tác, chương trình thực tế To Neverland và video âm nhạc "Senorita" đã được phát hành.
(G)i-DLE đã được chọn làm người mẫu mới của Akiii Classic vào năm 2020 để củng cố sự nhạy cảm của văn hóa Gen Z và xu hướng tiên phong cho hình ảnh thương hiệu. Đầu tháng 4 năm 2020, (G)I-DLE được tiết lộ là người mẫu quảng cáo cho thương hiệu kính áp tròng lớn nhất Hàn Quốc, LensMe. Đại diện của LensMe giải thích rằng các buổi biểu diễn âm nhạc và sân khấu độc đáo của nhóm rất phù hợp với hình ảnh công ty 'Cơ bản, Hợp thời trang, Dễ dàng' của họ.

### Kỷ lục Guinness Thế giới
(G) I-dle đã đạt được kỷ lục Guinness Thế giới với thử thách kỷ lục 1theK Kkinness Challenge trong tập 4. Kkinness Challenge là 'Thử thách thần tượng Guinness' bao gồm quá trình một nhóm thần tượng vào làng Kkinness, một làng vận động viên được thiết kế để thách thức kỷ lục thế giới về các sự kiện khắc nghiệt. Trong video phát hành vào ngày 24 tháng 3 năm 2020, nhóm đã thành công trong việc đạt được kỷ lục thế giới mới về "Thời gian nhanh nhất để treo năm áo phông" trong 25,41 giây; người giữ kỷ lục trước đó đã được Kaito Kozumi nắm giữ trong 27,93 giây. Trong lần thử đầu tiên, thành viên Soyeon đã ghi được 28,34 giây, gần với kỷ lục Guinness, nhưng không may thất bại. Sau đó, thành viên Shuhua, tham gia thử thách và ghi được 26,81 giây phá kỷ lục thế giới. Tuy nhiên, Soyeon, người đã thách đấu lại, ghi được 25,41 giây và phá vỡ kỷ lục trước đó của Shuhua. Kỷ lục này sẽ được công nhận là kỷ lục thế giới chính thức bởi cơ quan chứng nhận kỷ lục top 3 thế giới, Supertalent World Record, và sẽ tiến hành thủ tục chính thức cho danh sách Guinness.